# クロタル

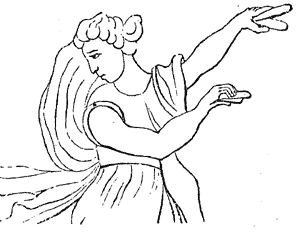
古代ギリシアの大理石に書かれた演奏者の書き写し。

クロタル、クロテイルは体鳴楽器に分類される打楽器の一種。欧米語では「鉄のカスタネット」とも呼ばれる。直径数cmの小さな一対のシンバル（フィンガーシンバル）を、曲げた針金かパンばさみのようなものの先に取り付け、片手で演奏できるようにしたものである。古代ギリシャ・ローマ時代にさかのぼる楽器である。
古代ギリシャや他の地域においては、コリュバンテス等の宗教舞踏に用いられた。

## 各言語の表記
- 英：Crotal
- 米：Crotale
- 独：Metallkastagnetten
- 仏：Castagnettes de fer
- 伊：Castagnette di ferro
- 希: 古代ギリシア語: κρόταλον krotalon[4]
- ラテン語：crotalum

ギリシャ神話において、ヘーラクレースがステュムパーロスの鳥を驚かすのに、ヘーパイストスが作った青銅製のクロタラムを使用した記述がある。
krotalonという語は、やかましい人の暗喩として使用された。

## 誤解
モーリス・ラヴェルがアンティークシンバルのことを“クロタル”と呼んだため、アンティークシンバルをクロタルもしくはクロテイルと呼ぶことも多いが、クロタルとアンティークシンバルは別の楽器である。
エジプトの宗教楽器シストラムと、しばしば混同される。

## 参考資料
『打楽器事典』61頁、音楽之友社、網代景介・岡田知之著、1981年